# O Rolo Compressor e o Violinista
O Rolo Compressor e o Violinista (no original: Каток и скрипка; translit.: Katok i skripka) foi o primeiro filme do diretor russo Andrei Tarkovski em parceria com Andrei Konchalovsky, produzido em 1960, pela Mosfilm. Serviu como trabalho de conclusão do curso de direção de cinema na VGIK, onde ambos estudavam. O filme recebeu o prêmio de Festival Estudantil de Cinema de Nova Iorque, em 1961. 
Trata-se da historia de Sasha (Igor Fomchenko), um pequeno violinista de sete anos que vive vilipendiado pelos meninos da sua rua e que inicia uma franca amizade com Serguei (Vladimir Zamansky), piloto do rolo compressor que, na ocasião, está asfaltando a rua em frente ao prédio de Sasha. A história tem como pano de fundo a reconstrução de Moscou, no segundo pós-guerra, ligando duas gerações. 
O tema da infância, desenvolvido em O Rolo Compressor e o Violinista, seria recorrente na obra posterior de Tarkovski, sempre tratado sob uma estética singular, em que, a visão da criança acerca de grandes acontecimentos é marcada pelo rompimento dos limites entre o real e o onírico - procedimento que Tarkovski voltaria a conduzir com maestria, em outros filmes, a exemplo de O Espelho (1975).